# Установки електричних занурювальних відцентрових насосів

Рисунок. Принципова схема УЗВН
1 - автотрансформатор; 2 - станція керування; 3 - кабельний барабан; 4 - обладнання гирла свердловини; 5 - колона НКТ; 6 - броньований електричний кабель; 7 - затискачі для кабелю; 8 - занурений багатоступінчастий відцентровий насос; 9 - приймальна сітка насоса; 10 - зворотний клапан; 11 - зливальний клапан; 12 - вузол гідрозахисту (протектор); 13 - занурений електродвигун; 14 - компенсатор

Установки електричних занурювальних відцентрових насосів (УЗВН) належать до класу безштангових установок і відіграють визначальну роль за об'ємом видобування нафти.

## Загальний опис
Призначені для експлуатації видобувних свердловин різної глибини з різними властивостями продукції, що видобувається: безводна малов'язка і середньої в'язкості нафта; обводнена нафта; суміш нафти, води і газу. Природно, що й ефективність експлуатації свердловин УЗВН може значно розрізнятися, так-як властивості відкачуваної продукції впливають на вихідні характеристики установки.
Крім того, УЗВН мають незаперечні переваги перед штанговими установками не тільки завдяки перенесенню приводного електродвигуна на вибій і ліквідації колони штанг, що суттєво підвищує ККД системи, але і внаслідок значного діапазону робочих подач (від кількох десятків до кількох сотень м3/добу) та напорів (від кількох сотень до кількох тисяч метрів) за порівняно високого напрацювання установки на відмову.
Установка занурених відцентрових насосів є складною технічною системою і, незважаючи на широко відомий принцип дії відцентрового насоса, є сукупністю оригінальних за конструкцією елементів. Принципову схему УЗВН наведено на рис.1. Установка складається з двох частин: наземної та зануреної. Наземна частина включає автотрансформатор 1; станцію керування 2; іноді кабельний барабан 3 та обладнання гирла свердловини 4. Занурена частина включає колону НКТ 5, на якій занурений агрегат спускається у свердловину; броньований трижильний електричний кабель 6, по якому подається напруга живлення зануреного електродвигуна і який кріпиться до колони НКТ спеціальними затискачами 7.
Занурений агрегат складається з багатоступінчастого відцентрового насоса 8, обладнаного приймальною сіткою 9 і зворотним клапаном 10. Часто в комплект зануреної установки входить зливальний клапан 11, через який зливається рідина з НКТ під час підйому установки. У нижній частині насос обладнаний вузлом гідрозахисту (протектором) 12, який з'єднаний із зануреним електродвигуном 13. У нижній частині електродвигун 13 має компенсатор 14.

## Занурений відцентровий насос
Конструктивно є сукупністю ступенів невеликого діаметра, що складаються з робочих коліс і направляючих апаратів, які розміщуються в корпусі насоса (трубі). Робочі колеса, що виготовляються з чавуну, бронзи або пластичних матеріалів, кріпляться на вал насоса з ковзаючою посадкою за допомогою спеціальної шпонки. Верхня частина збірки робочих коліс (вала насоса) має опорну п'яту (підшипник ковзання), що закріплюється в корпусі насоса. Кожне робоче колесо спирається на торцеву поверхню направляючого апарата. Нижній кінець насоса має підшипниковий вузол, що складається з радіально-упорних підшипників. Вузол підшипників ізольований від відкачуваної рідини і в деяких конструкціях вал насоса ущільнюється спеціальним сальником. Занурений від цент-ровий насос виконується у вигляді окремих секцій з великим числом ступенів у кожній секції (до 120), що дозволяє створювати насос із необхідним напором.
Промисловістю випускаються насоси звичайного та зносостійкого виконання. Насоси зносостійкого виконання призначені для відкачування зі свердловин рідин із певною кількістю механічних домішок (вказується в паспорті насоса). За поперечними габаритами (діаметром корпусу) насоси випускаються кількох груп, які відповідають номінальному діаметру обсадних колон (в дюймах) видобувних свердловин: 5, 5А, 6.
За робочими параметрами (подача Q, напір H) випускається широка гама насосів, що дозволяє використовувати їх для експлуатації свердловин різних категорій. Кожен занурений відцентровий насос має свій шифр, в якому відображені діаметр експлуатаційної колони, подача і напір при роботі в оптимальному режимі. Наприклад, насос ЭЦН6-500-750  електричний відцентровий насос для обсадних колон діаметром 6", з оптимальною подачею 500 м3/доб при напорі 750 м.
електричний двигун (ЗЕД)  двигун спеціальної конструкції — є асинхронним двополюсним двигуном змінного струму з короткозамкненим ротором. Двигун заповнений малов'язким мастилом, яке виконує функцію змащування підшипників ротора і відведення тепла до стінок корпуса двигуна, який омивається потоком свердловинної продукції.
Верхній кінець вала електродвигуна підвішено на п'яті ковзання. Ротор двигуна секційний; секції зібрані на валові двигуна, виготовлені з пластин трансформаторного заліза і мають пази, в які вставлені алюмінієві стрижні, закорочені з обох боків секції струмопровідними кільцями. Між секціями вал спирається на підшипники. По всій довжині вал електродвигуна має отвір для циркуляції мастила всередині двигуна, що здійснюється через паз статора. У нижній частині двигуна є масляний фільтр. Секції статора розділені немагнітними пакетами, в яких розташовані радіальні опорні підшипники. Нижній кінець вала також закріплений у підшипнику.
Довжина та діаметр двигуна визначають його потужність. Швидкість обертання вала ЗЕД залежить від частоти струму; при частоті змінного струму 50 Гц синхронна швидкість становить 3000 об/хв. Занурені електродвигуни маркуються із зазначенням потужності (в кВт) і зовнішнього діаметра корпусу (мм), наприклад, ЗЕД 65-117  занурений електродвигун потужністю 65 кВт і зовнішнім діаметром 117 мм. Необхідна потужність електродвигуна залежить від подачі та напору зануреного відцентрового насоса і може досягати сотень кВт.
Сучасні занурені електродвигуни комплектуються системами датчиків тиску, температури та інших параметрів, що фіксуються на глибині спуску агрегата, з передачею сигналів електричним кабелем на поверхню (станцію керування).

## Вузол гідрозахисту
Розміщується між насосом і двигуном і призначений для захисту електродвигуна від попадання в нього відкачуваної продукції і змащення радіально-упорного підшипника насоса (за необхідності). Основний об'єм вузла гідрозахисту, що являє собою еластичну ємність, заповнену рідким мастилом. Через зворотний клапан зовнішня поверхня ємності приймає тиск продукції свердловини на глибині спуску занурювального агрегата. Таким чином, всередині еластичної ємності, заповненої рідким мастилом, тиск дорівнює тиску занурення. Для створення надлишкового тиску всередині цієї ємності на валу протектора є турбінка. Рідке мастило через систему каналів під надлишковим тиском надходить у внутрішню порожнину електродвигуна, що запобігає попаданню свердловинної продукції всередину електродвигуна.

## Компенсатор
Призначений для компенсації об'єму мастила всередині двигуна при зміні температурного режиму електродвигуна (нагрівання та охолодження) і являє собою еластичну ємність, заповнену рідким мастилом і розташовану в корпусі. Корпус компенсатора має отвори, що сполучають зовнішню поверхню еластичної ємності зі свердловиною. Внутрішня порожнина емності пов'язана з електродвигуном, а зовнішня зі свердловиною. При охолодженні мастила об'єм його зменшується, і свердловинна рідина через отвори в корпусі компенсатора входить у зазор між зовнішньою поверхнею еластичної ємності та внутрішньою стінкою корпусу компенсатора, створюючи тим самим умови повного заповнення внутрішньої порожнини зануреного електродвигуна мастилом. При нагріванні мастила в електродвигуні об'єм його збільшується, і мастило перетікає у внутрішню порожнину ємності компенсатора; при цьому свердловинна рідина із зазора між зовнішньою поверхнею ємності і внутрішньою поверхнею корпусу видавлюється через отвори у свердловину.
Усі корпуси елементів зануреного агрегата з'єднуються між собою фланцями зі шпильками. Вали зануреного насоса, вузла гідрозахисту та зануреного електродвигуна з'єднуються між собою шліцьовими муфтами.
Таким чином, занурений агрегат УЗВН є комплексом складних електричних, механічних і гідравлічних пристроїв високої надійності, що вимагає від персоналу високої кваліфікації.

## Зворотний клапан
Зворотний клапан розміщується в головці насоса і призначений для запобігання зливу рідини через насос із колони НКТ під час зупинки зануреного агрегата. Зупинки зануреного агрегата відбуваються з багатьох причин: відключення електроенергії при аварії на силовій лінії; відключення через спрацювання захисту ЗЕД; відключення під час періодичної експлуатації тощо. При зупинці (знеструмленні) зануреного агрегата стовп рідини з НКТ починає стікати через насос у свердловину, розкручуючи вал насоса (а отже, і вал зануреного електродвигуна) у зворотному напрямку. Якщо в цей період відновлюється подача електроенергії, ЗЕД починає обертатися у прямому напрямку, долаючи величезну силу. Пусковий струм ЗЕД у цей момент може перевищити допустимі межі, і, якщо не спрацює захист, електродвигун виходить із ладу. Щоб запобігти цьому явищу і скоротити простої свердловини, занурений насос обладнають зворотним клапаном.
З іншого боку, наявність зворотного клапана під час підйому зануреного агрегата не дозволяє рідині стікати з колони НКТ. При підйомі установки колона НКТ заповнена свердловинною продукцією, яка виливається на гирлі, погіршуючи умови роботи бригади підзем-ного ремонту та порушуючи умови забезпечення безпеки життєдіяль-ності, протипожежного та екологічного захисту, що є неприпустимим. Тому занурений насос обладнають зливним клапаном.
Зливний клапан розміщується в спеціальній муфті, яка з'єднує між собою насосно-компресорні труби, і, зазвичай, являє собою бронзову трубку, один кінець якої запаяний, а інший, відкритий кінець, на різьбі вкручується в муфту зсередини. Зливний клапан розташовується горизонтально до вертикальної колони НКТ. При підйомі установки із свердловини в колону НКТ скидається невеликий вантаж, який обламує бронзову трубку зливного клапана, і рідина з НКТ під час підйому зливається в затрубний простір.

## Електричний кабель
Призначений для подачі напруги живлення на клеми занурювального електродвигуна. Кабель трижильний, з гумовою або поліетиленовою ізоляцією жил і зверху покритий металевою бронею. Поверхневе бронювання кабелю здійснюється сталевою оцинкованою профільованою стрічкою, що оберігає струмопровідні жили від механічних пошкоджень при спуску та підйомі установки. Випускаються круглі і плоскі кабелі. Плоский кабель має менші радіальні розміри. Кабелі маркуються так: КРБК, КРБП, КПБК, КПБП  кабель з гумовою ізоляцією, броньований, круглий; кабель з гумовою ізоляцією, броньований, плоский; кабель поліетиленовою ізоляцією, броньований, круглий; кабель з поліетиленовою ізоляцією, броньований, плоский.
Жили мідні, з різним перетином; наприклад, КПБП 3×16: кабель з поліетиленовою ізоляцією, броньований, плоский, трижильний з площею поперечного перетину кожної жили 16 мм2.
Кабель кріпиться до колони НКТ у двох місцях: над муфтою і під муфтою. Сьогодні переважно використовуються кабелі з поліетиленовою ізоляцією.

## Автотрансформатор
Призначений для підвищення напруги, що подається на клеми зануреного електродвигуна. Напруга мережі 380 В, а робоча напруга електродвигунів залежно від потужності змінюється від 400 В до 2 000 В. За допомогою автотрансформатора напруга промислової мережі 380 В підвищується до робочої напруги конкретного зануреного електродвигуна з урахуванням втрат напруги у підвідному кабелі. Типорозмір автотрансформатора відповідає потужності зануреного електродвигуна.
Станція керування призначена для керування роботою і захисту УЗВН і може працювати в ручному і автоматичному режимах. Станція оснащена необхідними контрольно-вимірювальними системами, автоматами, різними реле (максимальні, мінімальні, проміжні, реле часу тощо). При виникненні нештатних ситуацій спрацьовують відповідні системи захисту, і установка відключається.

## Станція керування
Виконана в металевій шафі, може встановлюватися на відкритому повітрі, але, зазвичай, розміщується у будці.
Створено установки занурених відцентрових електронасосів, що спускаються у свердловину на кабель-канаті (без використання колони НКТ). Такі установки мають певні переваги порівняно з класичною УЗВН, але мають і недоліки: необхідність використання складного шліпсового пакера, на який діє навантаження від ваги самої установки, і від продукції, що піднімається, так-як підйом продукції відбувається по обсадній колоні; важчі умови роботи зануреного агрегата, що знаходиться під тиском системи нагнітання; складність боротьби з твердими відкладеннями (парафін, солі) в обсадній колоні; важчі умови роботи кабель-каната, який знаходиться під тиском на викиді насоса. Сьогодні ці установки для видобутку нафти не використовуються.